# آبجوسازی کونیش
آبجوسازی کونیش (آلمانی: König-Brauerei؛ ‏ تلفظِ آلمانی: [ˈkø:nɪç]) یک آبجوسازی در محلهٔ بیک دویسبورگ در آلمان است که یکی از پیلزنرهای مشهور این کشور را تولید می‌کند. پایه‌گذار این شرکت «تئودور کونیش» بود که آبجوسازی خود را در ۱۸۵۸ بنیان نهاد. این شرکت هم‌اکنون از زیرمجموعه‌های شرکت آبجوسازی بیتبورگر و حامی مالی استادیوم باشگاه فوتبال دویسبورگ است.